# Louis James Alfred Lefébure-Wély
Louis James Alfred Lefébure-Wély (Parigi, 13 novembre 1817 – Parigi, 31 dicembre 1869) è stato un organista e compositore francese.
Ebbe un ruolo importante nello sviluppo del cosiddetto "organo sinfonico."  Fu grande amico dell'organaro Aristide Cavaillé-Coll, di cui inaugurò parecchi importanti strumenti.